# Krbice (zámek)
Krbice jsou zcela zaniklý zámek, který stál v bývalé stejnojmenné vesnici v okrese Chomutov. Zanikl spolu s ní ve osmdesátých letech dvacátého století v důsledku postupující těžby hnědého uhlí v Lomu Nástup – Tušimice.

## Historie
První písemná zmínka o vesnici pochází z roku 1344, kdy zde sídlil jeden z hasištejnských manů. Místo však bylo osídleno již ve druhé polovině dvanáctého století, jak dokládá nález dvou výhní, které stály asi šedesát metrů od tvrze. Ta vznikla jako sídlo drobné šlechty po polovině třináctého století. Později (snad po roce 1361) bylo manství převedeno ke hradu Perštejnu. V roce 1490 je jako majitel uváděn Bohuslav z Lobkovic, v roce 1518 tvořily Krbice část hasištejnského panství a roku 1564 patřily Janu Kermerovi z Krbic. Dalšími majiteli se stali páni z Veitmile. Když vesnici získal Bohuslav Felix mladší Hasištejnský z Lobkovic, nechal v ní postavit hospodářský dvůr s panským domem, který nahradil starou tvrz. V roce 1608 vesnici získal rytíř Linhart ze Štampachu a připojil ji ke svému ahníkovskému panství. Martinicové nechali v roce 1785 panský dům opravit a přistavěli hrázděné první patro.

## Stavební podoba
Předchůdcem zámku byla jednoduchá věžová tvrz obklopená příkopem, jehož jižní stranu tvořilo koryto Krbického potoka. Délka tvrziště měřila 16–18 metrů, ale šířka byla při archeologickém průzkumu pouze odhadnuta a předpokládá se, že půdorys se blížil čtverci. Hlavní stavbou byla kamenná věž se zahloubeným přízemím. Výška se odhaduje na dvě zděná a jedno hrázděné patro. Byla přístupná v prvním patře po zděném schodišti na jižní straně. V přízemí, které mělo vlastní vchod, se nacházela otopná pec. Podle archeologických stop však přestala být využívána již ve třináctém století. Tato tvrz ve čtrnáctém století vyhořela a obnovena byla až v patnáctém století. Při té příležitosti byla rozšířena a vybavena novou pecí při východní zdi. Pahorek s tvrzí obklopený příkopem byl ohrazen kamennou zdí, která prošla třemi stavebními fázemi. Nejstarší z nich byla široká 60–70 cm a postavená z kamenů spojovaných jílem.
Starou tvrz roku 1576 pravděpodobně nahradil hospodářský dvůr s panským domem, který měl ve dvacátém století obdélný půdorys, jedno patro a sedlovou střechu. Přízemní chodby byly zaklenuté pruskými klenbami a místnosti v patře měly trámové stropy. Do dvora, ve kterém stála ještě sýpka, se vcházelo bránou s vraty a malou brankou pro pěší.